# Измайлов (хутор)
Измайлов — хутор в Новокубанском районе Краснодарского края.
Входит в состав Верхнекубанского сельского поселения.

## География

### Улицы
- ул. Выездная,
- ул. Зерновая,
- ул. Механизаторов,
- ул. Почтовая,
- ул. Солнечная,
- ул. Тихая,
- ул. Трудовая.

## Население
| 2002 | 2010 |
| ---- | ---- |
| 265  | ↗314 |